# П'єлешть (Арджеш)
П'єлешть, П'єлешті (рум. Pielești) — село у повіті Арджеш в Румунії. Входить до складу комуни Котмяна.
Село розташоване на відстані 137 км на північний захід від Бухареста, 30 км на північний захід від Пітешть, 100 км на північний схід від Крайови, 105 км на південний захід від Брашова.

## Населення
За даними перепису населення 2002 року у селі проживали 189 осіб, усі — румуни. Усі жителі села рідною мовою назвали румунську.